# جناح‌بندی سیاسی در جمهوری اسلامی ایران
جناح‌بندی سیاسی در نظام جمهوری اسلامی ایران تاریخی به قدمت عمر آن دارد. این جناح‌بندی‌ها از چپ و راست مذهبی در ابتدای دهه ۱۳۶۰ پس از حذف گروه‌های رقیب آغاز می‌شود؛ و در دهه ۱۳۷۰ به تقابل اصول‌گرایان و اصلاح‌طلبان می‌رسد. این تقابل حدود دو دهه طول کشید تا در نهایت، جناح اصلاح‌طلب به‌عنوان فتنه‌گر در جریانات اعتراضات ۱۳۸۸ حذف شد. در دهه ۱۳۹۰، تقابل میان دو جناح اصول‌گرایان و اعتدالیون، تحت حمایت بخشی از اصلاح‌طلبان، بود که در نهایت، جناح اعتدالیون پس از پایان دولت حسن روحانی از هم گسیخت و به حاشیه رفت.
از آغاز دهه ۱۴۰۰، خود اصول‌گرایان به‌تدریج از یکدیگر فاصله گرفته‌اند و به چند جناح متقابل تبدیل شده‌اند. بارقه‌های این امر را در تقابل میان عدالت‌گرایان و اصول‌گرایان کارگزار بر سر چگونگی توزیع منابع و تقابل میان اصول‌گرایان سنتی و دنباله‌های سپاه پاسداران در مجلس شورای اسلامی می‌توان مشاهده کرد.
به دلیل مجموعه عوامل و موانعی که ریشه در ساختار قدرت از یک سو، و ماهیت بازیگران سیاسی در جمهوری اسلامی از سوی دیگر دارد، عرصه سیاست در ایران از شفافیت لازم برای صورت‌بندی جریان‌های عمده و بازشناسی آنها از یکدیگر برخوردار نیست.

## جناح‌بندی‌های آغازین
از زمان پیدایش جمهوری اسلامی، ایران شاهد تشکیل چند جناح سیاسی بوده است. سوسن سیاوشی استاد علوم سیاسی دانشگاه ترینیتی معتقد است که بسیاری از این جناح‌ها محصول مواضع برخی افراد بانفوذ در رابطه با یک یا چند موضوع اجتماعی، اقتصادی و سیاسی روز بود. مازیار بهروز استاد تاریخ دانشگاه ایالتی سان فرانسیسکو معتقد است که «جناح‌بندی» یکی از واقعیت‌های موجودیتِ سیاسی نظام جمهوری اسلامی ایران از بدو تولد آن بوده است. در ابتدا، دولت موقت به رهبری مهدی بازرگان از بهمن ۱۳۵۷ در مقابل شورای انقلاب اسلامی — که حزب جمهوری اسلامی و شخصیت‌هایی مانند سید محمد بهشتی بر آن مسلط بودند — قرار داشت. پس از کنار رفتن دولت موقت به علت گروگان‌گیری در سفارت آمریکا در آبان ۱۳۵۸، جناح‌بندی سیاسی به صورت تقابل دفتر رئیس‌جمهور به رهبری سید ابوالحسن بنی‌صدر در مقابل حزب جمهوری اسلامی — که روحانیت و اشخاص موسوم به مکتبی‌های معتقد بر آن تسلط داشتند — تا خرداد ۱۳۶۰ ادامه پیدا کرد. در این دوره، نهادهای حاکمیتیِ تعریف‌شده در قانون اساسی، شکل مشخص‌تری پیدا کردند. این دوره با بحران خرداد ۱۳۶۰ ناشی از عزل بنی‌صدر و برقراری تسلط کامل حزب جمهوری اسلامی پایان یافت.
با کنار رفتن جناح موسوم به لیبرال‌ها (بنی‌صدر، بازرگان و سایران) از صحنهٔ سیاسی، اختلافات در صفوف مکتبی‌ها ظاهر شد. به تدریج، دو جناح جدید شکل گرفت که در زمینه‌های مختلف اجتماعی، سیاسی، اقتصادی و مذهبی به شدت با هم اختلاف داشتند. این موضوعات شامل راهبردهای کلان اقتصادی، تفسیر قوانین دینی، سیاست خارجی، نحوهٔ اجرای قوانین اسلامی و وظایف دولت اسلامی بود. برپایهٔ اختلافات اقتصادی، می‌توان جناح طرفدار نقش دولت را «جناح اصلاح‌طلبِ دولت‌گرا» و جناح طرفدار بخش خصوصی را «جناح محافظه‌کار» لقب داد. اصلاح‌طلبان اکثریت مجلس و هیئت دولت، و نیز روزنامهٔ جمهوری اسلامی را در اختیار داشتند. در مقابل، محافظه‌کاران از تسلط بر شورای نگهبان بهره برده و ضمن برخورداری از اقلیت در مجلس، روزنامهٔ رسالت را در اختیار داشتند. درگیری بین جمهوری اسلامی و رسالت، تفسیر این دو جناح از احکام دینی را نشان داد. بدین ترتیب، طرفداران «قوانین دینی مترقی» (فقه پویا) و «قوانین سنتی دینی» (فقه سنتی) ظهور کرده‌اند. به غیر از فلج کردن حزب جمهوری اسلامی، اختلافات بین دو جناح در برخی موارد به خشونت نیز تبدیل شد. حذف گروه سید مهدی هاشمی در پی ماجرای مک‌فارلین یکی از این موارد بود. در حیطهٔ قانونی نیز اختلافات مجلس و شورای نگهبان بارزترین مصداق وجود این دو جناح بود.
شخصیت‌هایی مانند احمد آذری قمی، رئیس‌جمهور سید علی خامنه‌ای و سخنگوی شورای نگهبان محمد امامی کاشانی از حامیان جناح محافظه‌کار بودند. پایگاه اجتماعی جناح محافظه‌کار اساساً سرمایه‌داران سنتی بازار و روحانیون عالی‌رتبه‌ای بود که به تفسیر محدود از ولایت فقیه اعتقادی ندارند. بین سال‌های ۱۳۶۰ تا ۱۳۶۶، اشخاصی مانند رئیس مجلس اکبر هاشمی رفسنجانی و وزیر امور خارجه علی‌اکبر ولایتی در ائتلاف با چهره‌های تندرو مانند نخست‌وزیر میرحسین موسوی، دادستان کل کشور سید محمد موسوی خوئینی‌ها، نمایندهٔ مجلس هادی غفاری، و وزیر کشور سید علی‌اکبر محتشمی‌پور، جناح دولت‌گرا–اصلاح‌طلب را تشکیل می‌دادند.

## معرفی جناح‌های اصلی

### جناح راست
در سال‌های آغازین انقلاب به فعالان سیاسی و احزاب و گروه‌هایی گفته می‌شد که به اقتصاد آزاد تمایل داشتند و توسط بازاریان حمایت می‌شدند یا خود ریشه در بازار داشتند. راست‌گرایان در ایران اگرچه در سال‌های نخست پیروزی انقلاب منتقد اقتصاد دولتی بودند و با کاهش نفوذ بازار هم مخالف بودند اما موافقتی هم با نظام سرمایه‌داری نداشتند.
جامعه روحانیت مبارز تهران که گروهی سیاسی متشکل از روحانیون و برخی از شاگردان خمینی است و یک سال پیش از پیروزی انقلاب اسلامی شکل گرفت، یکی از مهم‌ترین گروه‌های راستگرا است. چند سال پس از پیروزی انقلاب اسلامی با موافقت خمینی، جمعی از اعضای این تشکل که دیدگاهی چپ‌گرایانه داشتند و از مدافعان اقتصاد دولتی محسوب می‌شدند، از جامعه روحانیت مبارز جدا و مجمع روحانیون مبارز را تأسیس کردند. سید محمد خاتمی، مهدی کروبی، سید محمد موسوی خوئینی‌ها از جمله این افراد بودند.
به تبع شرایط انقلابی و برخلاف تعریف کلاسیک از مفهوم سیاسی راست‌گرایان در سال‌های اول پیروزی انقلاب در ایران تمایلی به غرب نداشتند اما پس از پیروزی دوم خرداد و تغییر دیدگاه چپ‌گرایان که شعار افزایش آزادی و اصلاحات سر می‌دادند، راست‌ها به یکی از مخالفان اصلاح‌طلبی تبدیل شدند. از دوران اصلاحات صفت راست در ادبیات سیاسی ایران به معنای جبهه مخالف با اصلاحات درآمد.

### جناح چپ
دسته‌بندی چپ و راست در ایران چندان منطبق با تعریف رایج جهانی آن نیست و به خصوص پس از انقلاب ۱۳۵۷ و سپس فروپاشی اتحاد جماهیر شوروی تعاریف آن دگرگون شد. این دسته بیشتر در دو دهه اول انقلاب ۵۷ کاربرد داشت.
مهم‌ترین حزب چپ در ایران، حزب توده بود که از دیدگاه آمریکاستیزانه سید روح‌الله خمینی در جریان انقلاب ۵۷ حمایت می‌کرد اما نظام جمهوری اسلامی ایران جهان‌بینی حزب توده را که مبتنی بر آرای مارکسیستی بود، به شدت رد می‌کرد. از آنجا که گروه‌های چپ دیدگاهی ضد آمریکایی داشتند، از حرکت‌هایی همچون تسخیر سفارت آمریکا در تهران حمایت و حتی در آن مشارکت می‌کردند.
حزب توده در سال ۱۳۶۲ به ظن طراحی کودتای نوژه سرکوب و فعالیت آن در ایران عملاً پایان یافت. موضع چپ‌گرایانه‌ای که این حزب در مخالفت جدی با ایالات متحده مطرح می‌کرد بر دیدگاه بسیاری از گروه‌های سیاسی تأثیرات جدی گذاشت. همچنین در سال‌های اول انقلاب ۵۷ گروه‌هایی که به اقتصاد دولتی تمایل داشتند، در ردیف چپ‌گرایان تعریف می‌شدند.
در دهه دوم پس از انقلاب ۵۷، بسیاری از شخصیت‌ها و سیاستمدارانی که تا آن هنگام به دلیل اعتقاد به اقتصاد دولتی، چپ‌گرا خوانده می‌شدند، به اقتصاد آزاد و سرمایه‌داری تمایل پیدا کردند و در شمار منتقدان اقتصاد دولتی درآمدند. در دهه سوم انقلاب، عمدهٔ گروه‌های چپ‌گرا که از نامزدی خاتمی در انتخابات حمایت می‌کردند، شعار اصلاح‌طلبی و افزایش آزادی‌های اجتماعی و فرهنگی سر دادند.
چپگرایان که تا پیش از آن از تسخیر سفارت آمریکا در تهران حمایت می‌کردند و حتی مخالف گفت‌وگو با آمریکا بر سر مسائل بین‌المللی بودند، در این دوره مواضع خود را به حمایت از ضروری بودن برقراری روابط سیاسی با آمریکا تغییر دادند. در این دوره معنی گروه‌های سیاسی چپ از مدافعان اقتصاد دولتی به منتقد درون حکومتی تغییر یافت و آرام آرام گفتمان چپ‌گرایانه، جای خود را به اصلاح‌طلبی داد.

### جناح اصلاح‌طلبان
پس از انتخاب محمد خاتمی در انتخابات دوم خرداد ۱۳۷۶ که با شعار اصلاح‌طلبانه وارد میدان شد، عملاً جریان موسوم به اصلاح‌طلب در ایران شکل گرفت که با پیوستن برخی از گروه‌ها و چهره‌های سیاسی و سپس ظهور احزاب و گروه‌های مدنی قدرت این جریان را در طول هشت سال ریاست جمهوری خاتمی بالا برد. اصلاح‌طلبان سپس در جریان انتخابات مجلس ششم صورتی متشکل‌تر به خود گرفتند و توانستند اکثریت کرسی‌های مجلس را از آن خود کنند. این پیروزی در اولین انتخابات شوراهای شهر و روستا و سپس پیروزی مجدد محمد خاتمی در انتخابات ریاست جمهوری تکرار شد.
آغاز افول قدرت اصلاح‌طلبان در ایران مربوط به شکست در دومین انتخابات شوراهای شهر و روستا بود که محمود احمدی‌نژاد را به شهرداری تهران رساند. شکست اصلاح طلبان در جریان انتخابات مجلس هفتم نیز تکرار شد و با واگذاری قدرت در نهمین دوره انتخابات ریاست جمهوری، عملاً کرسی‌های قدرت از دست اصلاح‌طلبان خارج شد.
اصلاح طلبان پس از انتخابات ریاست جمهوری سال ۱۳۸۸، در ضعیف‌ترین موقعیت خود در ساختار قدرت قرار گرفتند. چهره‌های شاخص آنان زندانی شدند، احزاب و تشکل‌های اصلی و مؤثرشان منحل اعلام شد و رهبرانشان یا در حصر خانگی قرار گرفتند یا ممنوع‌التصویر شدند، اغلب رسانه‌های خود را از دست دادند و نهادهای قدرت تقریباً به‌طور کامل از آنها پاکسازی شد.

### جناح اصول‌گرایان
سال‌های پایانی دهه سوم عمر جمهوری اسلامی را می‌توان سال‌های ظهور جریان جدیدی به نام اصول‌گرایی دانست. جریان اصول‌گرایی با پیروزی در انتخابات دوره دوم شوراهای شهر و روستا تولد یافت و با پیروزی در انتخابات مجلس هفتم و سپس دستیابی به کرسی ریاست جمهوری توسط محمود احمدی‌نژاد تثبیت شد و قدرت را در عرصه سیاسی ایران را به دست گرفت.
اصول‌گرایانی که با انسجام توانستند کرسی‌های شورای شهر، پارلمان و کرسی ریاست جمهوری را از چنگ رقیبانشان به درآورند به چندین جناح تبدیل شدند که مهمترین آنها دولت‌مردان کابینه محمود احمدی‌نژاد بودند. از جمله این افراد می‌توان به محمدباقر قالیباف شهردار تهران، جمعی از نمایندگان منتقد سیاست‌های دولت در مجلس هفتم و هشتم و اعضای سابق کابینه محمود احمدی‌نژاد همچون علی لاریجانی دبیر سابق شورای عالی امنیت ملی و رئیس قبلی مجلس شورای اسلامی اشاره کرد.
هریک از این گروه‌ها تعریف خاص خود را از اصول‌گرایی داشتند اما در مجموع اصول‌گرایان، جریان رقیب اصلاحات محسوب می‌شوند که آرمانشان بازگشت به شعارهای سال‌های اول انقلاب با تأکید بر شعائر اسلامی است. اصول‌گرایان از زمان ورود به رقابت‌های انتخاباتی نه همانند اصلاح‌طلبان وعده‌های دمکراتیک داده‌اند و نه شباهتی به محافظه‌کارانی داشته‌اند که حفظ وضع موجود را خواستارند. اصول‌گرایان با تأکید بر اسلامیت نظام جمهوری اسلامی، شعار بازگشت به وعده‌های انقلاب اسلامی و کمک به وضع معیشتی مستضعفان سر می‌دهند.